# Indie pod vládou východoindické společnosti
Indie se dostávala pod nadvládu britské východoindické obchodní společnosti (anglicky East India Trading Company) od roku 1757, kdy byl poražen bengálský vládce Sirádž-ud-Daul. O století později pak po potlačení velkého povstání roku 1858 přešla pod správu britské Koruny.

## Historie

### Do roku 1800
V bitvě u Pálásí se 23. června 1757 střetla vojska Britské Východoindické společnosti s armádou bengálského navába Sirádž-ud-Dauly podporovanou vojáky Francouzské Východoindické společnosti. Britům, kterým v boji velel plukovník Robert Clive, se podařilo velkou přesilu Indů a Francouzů porazit. Tato bitva znamenala skutečný počátek vytvoření britského impéria v Indii.
V počátcích své správy se Společnost zdržovala významnějších zásahů do politiky a její ambice spočívaly primárně ve snaze o obnovení systému z dob minulého režimu. Nový naváb se Společností úzce spolupracoval a obnovil smlouvu přiznávající důležitá privilegia, zejména razit mince a taktéž privilegium zamindárí, tedy právo na výběr a správu daní. Na oplátku měla Společnost za vybrané finanční prostředky poskytovat navábovi vojenskou pomoc, což vedlo v budoucnosti k velkým problémům.
Ačkoliv se toto období na první pohled jevilo pro Společnost jako období prosperity, nebylo tomu tak. Z důvodu příslibu vojenské pomoci navábovi musela Společnost vynakládat ohromné finanční prostředky k udržení bojeschopné armády. Společně s územím Bengálska musela Společnost spravovat i další území a investovat do udržení obchodu, čímž se roku 1760 dostala na pokraj krize. Zdrcujícím problémem byl taktéž hladomor roku 1770.
Roku 1773 byli britští výběrčí daní nahrazeni indickými úředníky, avšak roku 1781, aby došlo k opětovnému získání kontroly nad skutečným stavem a výnosem z daní, byla předána berní správa opět do rukou evropských výběrčích. I přes všechny provedené reformy ale nedosahovala daňová správa až do roku 1793 uspokojivé úrovně.

### Po roce 1800
Na počátku 19. století, roku 1813 si již Společnost, díky expanzivní politice lorda Wellesleye, podmanila téměř celou Indii až na Paňdžáb, Sindh a Nepál. Tato expanze však měla za následek vyčerpání financí Společnosti, čehož využila Koruna, aby nad ní rozšířila svůj vliv. Byl přijat zákon, podle kterého musela Společnost vést dva oddělené účty – jeden obchodní a druhý vyčleněný pro správu území, a dále pozbyla obchodní monopol v Indii, kromě obchodu s čajem. Chod Východoindické společnosti byl již od konce 18. století pod dohledem vládního úřadu prezidenta kontrolního úřadu.
Vzrůstající nespokojenost obyvatel Indie s koloniálním útlakem vedla k velkému indickému povstání, které vypuklo roku 1857. Povstání se podařilo roku 1858 potlačit, zbavit trůnu posledního mughalského císaře Bahádura Šáha II. a prohlásit Indii za britskou kolonii. Následně byl v srpnu tohoto roku byl přijat zákon, dle kterého od 1. listopadu přešla veškerá území dosud spravovaná Společností, včetně jejích smluvních závazků, finančních přínosů, dluhů, armády a soudní soustavy na Britskou Korunu. Orgány společnosti byly nahrazeny státním sekretářem pro Indii. Z guvernéra společnosti se stal přímý představitel Koruny s titulem místokrál.

## Galerie

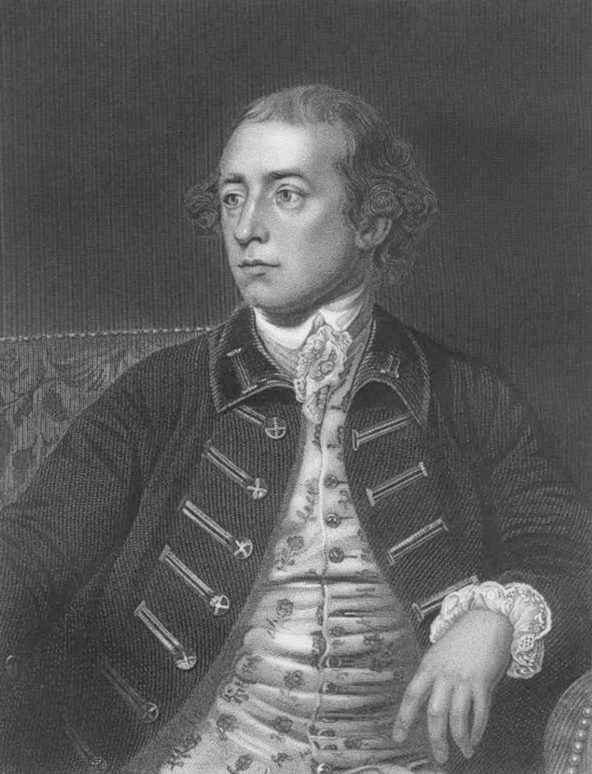
První guvernér Warren Hastings
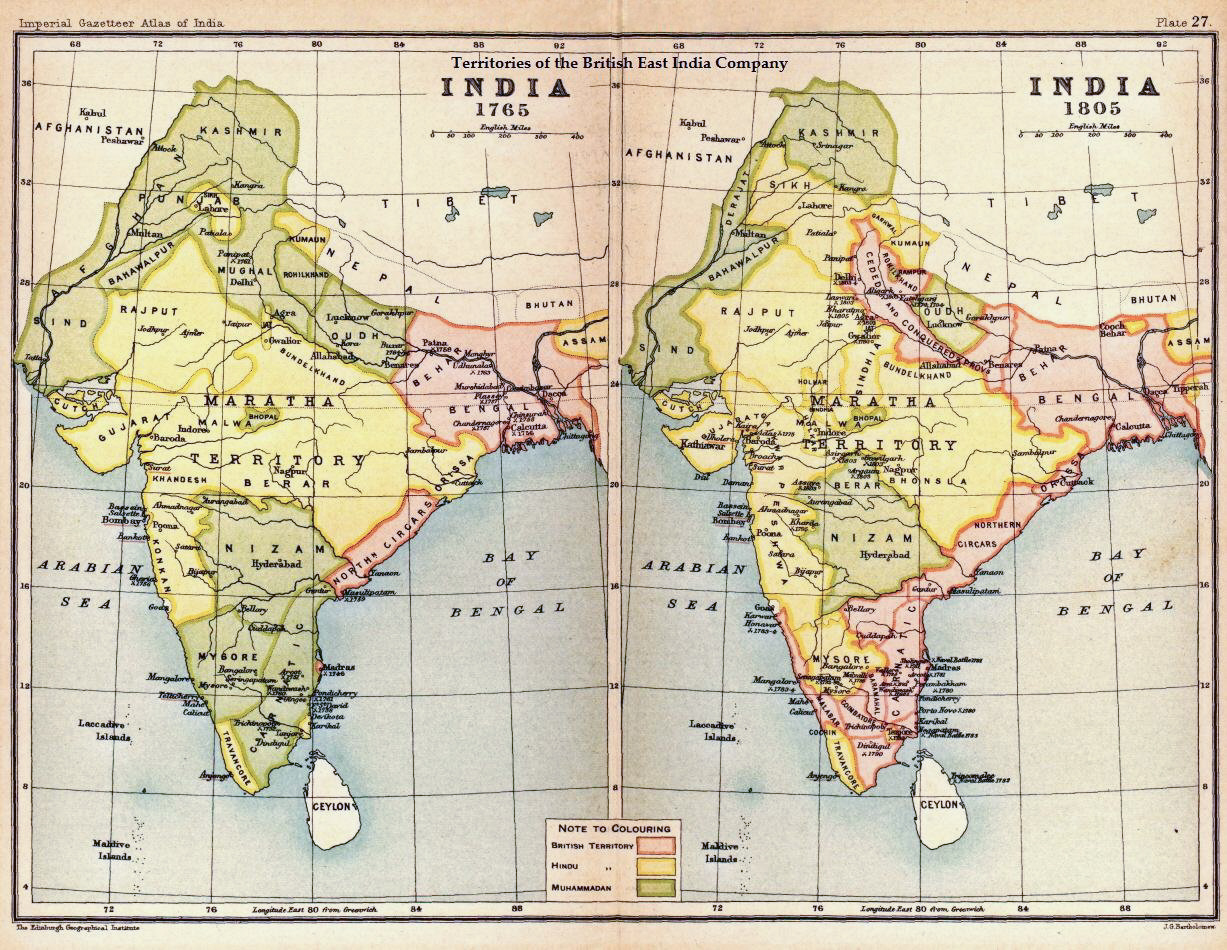
Mapy Indie v letech 1765 (vlevo) a 1805 (vpravo); území Východoindické společnosti je vyznačeno růžově
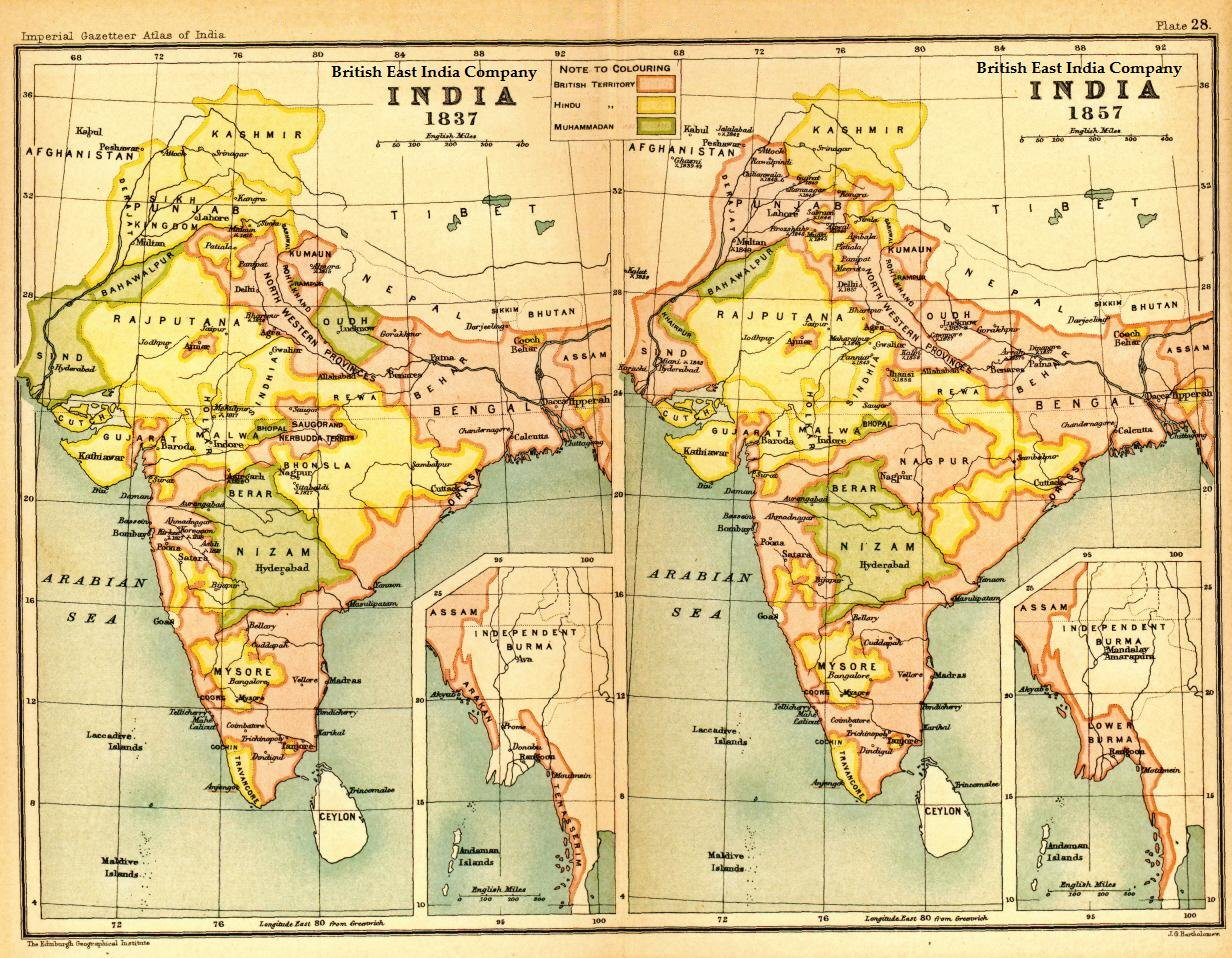
Mapy Indie v letech 1837 (vlevo) a 1857 (vpravo); území Východoindické společnosti je vyznačeno růžově
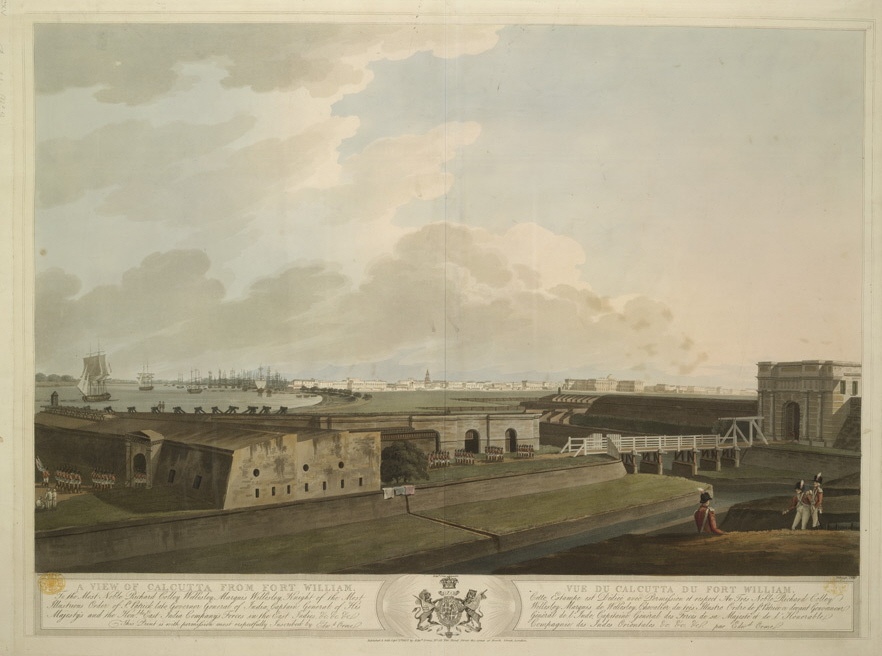
Hlavní město Kalkata v roce 1807
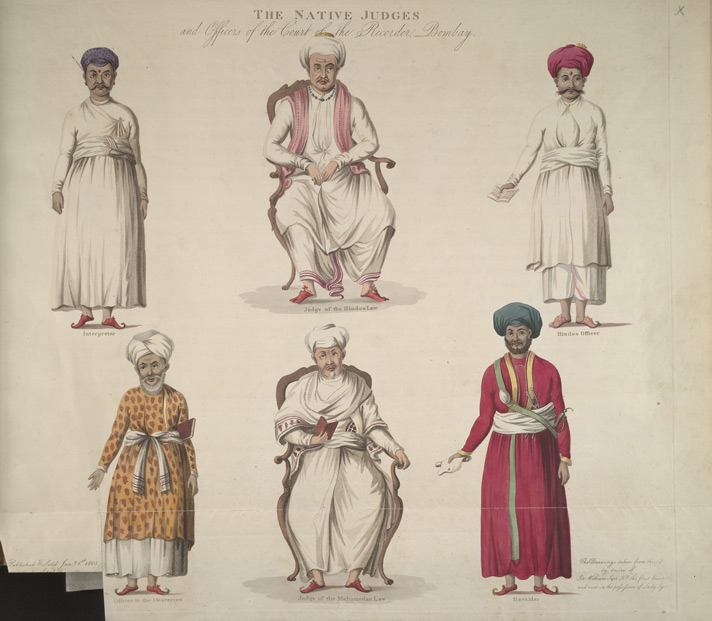
Barevná rytina z Bombaje, vyobrazující soudce a úředníky hinduistického (horní řada) a muslimského (dolní řada) práva, 1805
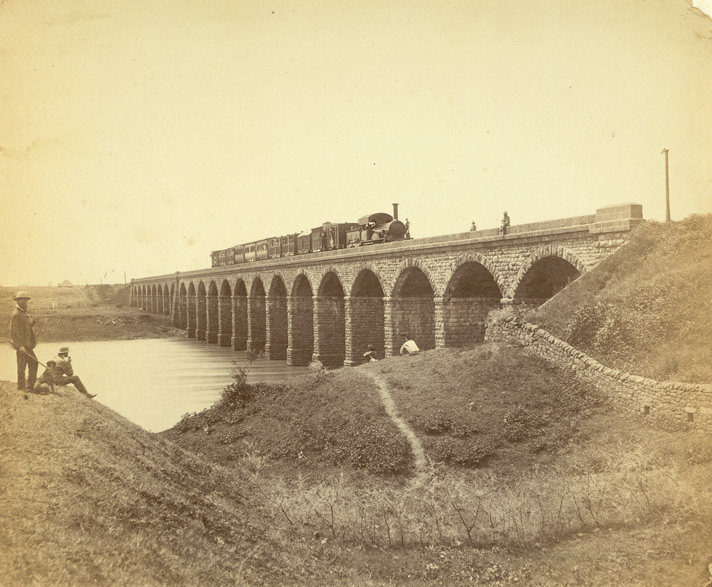
Viadukt Dapoorie přes řeku Mula poblíž Puné, 1858
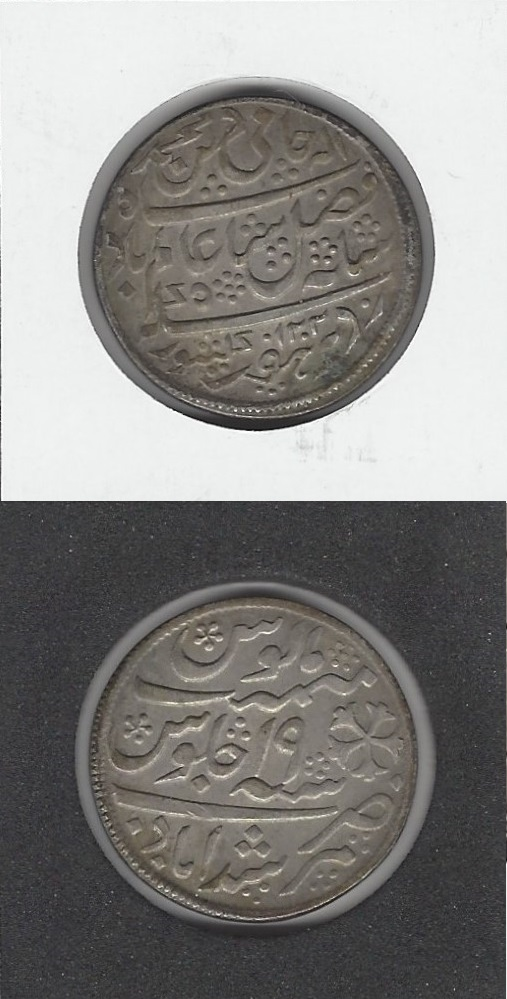
Stříbrná půlrupie vyražená roku 1787 mincovnou v Mušidabádu ve jménu císaře Alama Šáha II.
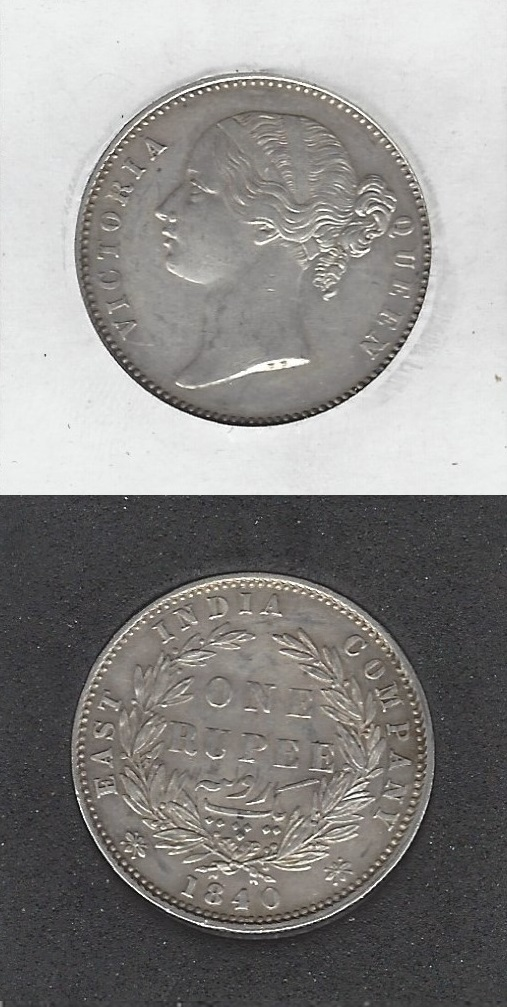
Stříbrná rupie z roku 1840 s portrétem královny a indické císařovny Viktorie